# Fuga in re maggiore
Fuga in re maggiore è un film muto italiano del 1919 diretto da Paolo Trinchera.